# بوئینگ ایکس‌بی-۵۶
بوئینگ ایکس‌بی-۵۶ (به انگلیسی: Boeing XB-56) یک هواپیمای ساختِ بوئینگ در کشور ایالات متحده آمریکا است.